# هوآ لووکنگ
هُوآ لووکِنگ یا هوا لو کنگ (به چینی: 华罗庚؛ به انگلیسی: Hua Lo-keng؛ ۱۲ نوامبر ۱۹۱۰ – ۱۲ ژوئن ۱۹۸۵) یک ریاضیدان اهل چین بود. او برای سهمی که در نظریه اعداد داشت و نقشی که در رهبری تحقیقات و آموزش ریاضیات در جمهوری خلق چین برعهده داشت معروف است. او تا حد زیادی موجب شناسایی و پرورش ریاضیدان مشهور چن جیرگون است که قضیه چن را در نتیجه حدس گلدباخ ثابت کرد. هوآ علاوه بر آن تأثیر زیادی در بهینه‌سازی ریاضی و عملیات پژوهشی در اقتصاد چین داشته است.